# 삼성동대구자판기
삼성동대구자판기는 대한민국의 자동판매기 전문 기업이다. 1998년 1월 10일, 삼성동대구자판기는 설립되었다. 삼성동대구자판기의 사업자번호는 '502-02-95614', 통신판매 신고번호는 '경북 제1005호'이다. 또한, 교육 신문 '뉴트리션'에 `18.06.23. 보도되기도 했다.